# Kazimiera Plezia
Kazimiera Plezia (ur. 7 czerwca 1932 w Łączkach Kucharskich, zm. 13 lutego 2019) – polska polityk, posłanka na Sejm PRL VII i VIII kadencji.

## Życiorys
W 1954 wstąpiła do Polskiej Zjednoczonej Partii Robotniczej, w której była sekretarzem Oddziałowej Organizacji Partyjnej. Od 1958 do 1969 pełniła funkcję przewodniczącej zarządu powiatowego Ligi Kobiet. W latach 1963–1972 radna kolejno Powiatowej Rady Narodowej w Dębicy i Wojewódzkiej Rady Narodowej w Rzeszowie. Po ukończeniu studiów na Uniwersytecie Marii Curie-Skłodowskiej w Lublinie w 1974 uzyskała tytuł zawodowy magistra administracji. Była kierownikiem działu w Dębickich Zakładach Opon Samochodowych „Stomil”. W 1976 uzyskała mandat posłanki na Sejm PRL VII kadencji w okręgu Tarnów z ramienia PZPR. Zasiadała w Komisji Oświaty i Wychowania oraz w Komisji Prac Ustawodawczych. W 1980 otrzymała mandat poselski w tym samym okręgu. W Sejmie VIII kadencji zasiadała w Komisji Oświaty i Wychowania, Komisji Prac Ustawodawczych oraz w Komisji Skarg i Wniosków.
Pochowana na cmentarzu komunalnym w Dębicy.

## Odznaczenia
- Złoty Krzyż Zasługi
- Brązowy Krzyż Zasługi
- Medal 30-lecia Polski Ludowej